# Стелёво
Стелёво — деревня в Володарском сельском поселении Лужского района Ленинградской области.

## История
Деревня Стелево упоминается на карте Санкт-Петербургской губернии Ф. Ф. Шуберта 1834 года.

СТЕЛЕВО — усадище принадлежит девицам Мавре и Наталье Зиновьевым, число жителей по ревизии: 7 м. п., 8 ж. п. (1838 год)

СТЕЛЕВО — мыза владельческая при ключе, число дворов — 1, число жителей: 24 м. п., 26 ж. п. (1862 год)

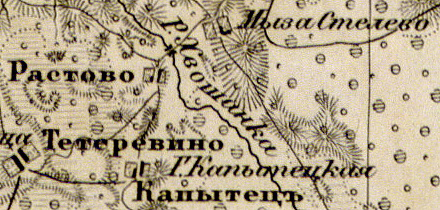
Деревня Стелёво на карте 1863 года

Согласно карте из «Исторического атласа Санкт-Петербургской Губернии» 1863 года на месте современной деревни находилась мыза Стелево.
Согласно материалам по статистике народного хозяйства Лужского уезда 1891 года усадьба Стелево площадью 287 десятин принадлежала прусскому подданному А. М. Лаубингеру, усадьба была приобретена в 1885 году за 8000 рублей.
В XIX веке мыза административно относились к Подмошской волости 6-го земского участка 2-го стана Лужского уезда Санкт-Петербургской губернии, в начале XX века — 4-го стана.
По данным 1966 года деревня Стелёво входила в состав Городецкого сельсовета.
По данным 1973 и 1990 годов деревня Стелёво входила в состав Володарского сельсовета.
В 1997 году в деревне Стелёво Володарской волости проживали 3 человека, в 2002 году — 7 человек (все русские)
В 2007 году в деревне Стелёво Володарского СП проживали 6 человек.

## География
Деревня расположена в южной части района на автодороге 41К-685 (Конезерье — Святьё).
Расстояние до административного центра поселения — 5 км.
Расстояние до ближайшей железнодорожной станции Луга — 31 км.
Деревня находится на правом берегу реки Хвошонка, к югу от озера Врево.

## Демография
| 1838 | 1862 | 1997 | 2007 | 2010 | 2017 |
| ---- | ---- | ---- | ---- | ---- | ---- |
| 15   | ↗50  | ↘3   | ↗6   | ↘0   | →0   |

## Интересные факты
В первой половине 1880-х гг. в Стелёве несколько раз проводил лето Николай Андреевич Римский-Корсаков.